# Посольство США в Ірландії
Посольство США у Ірландії — дипломатична місія Сполучених Штатів Америки в місті Дублін (Ірландія).

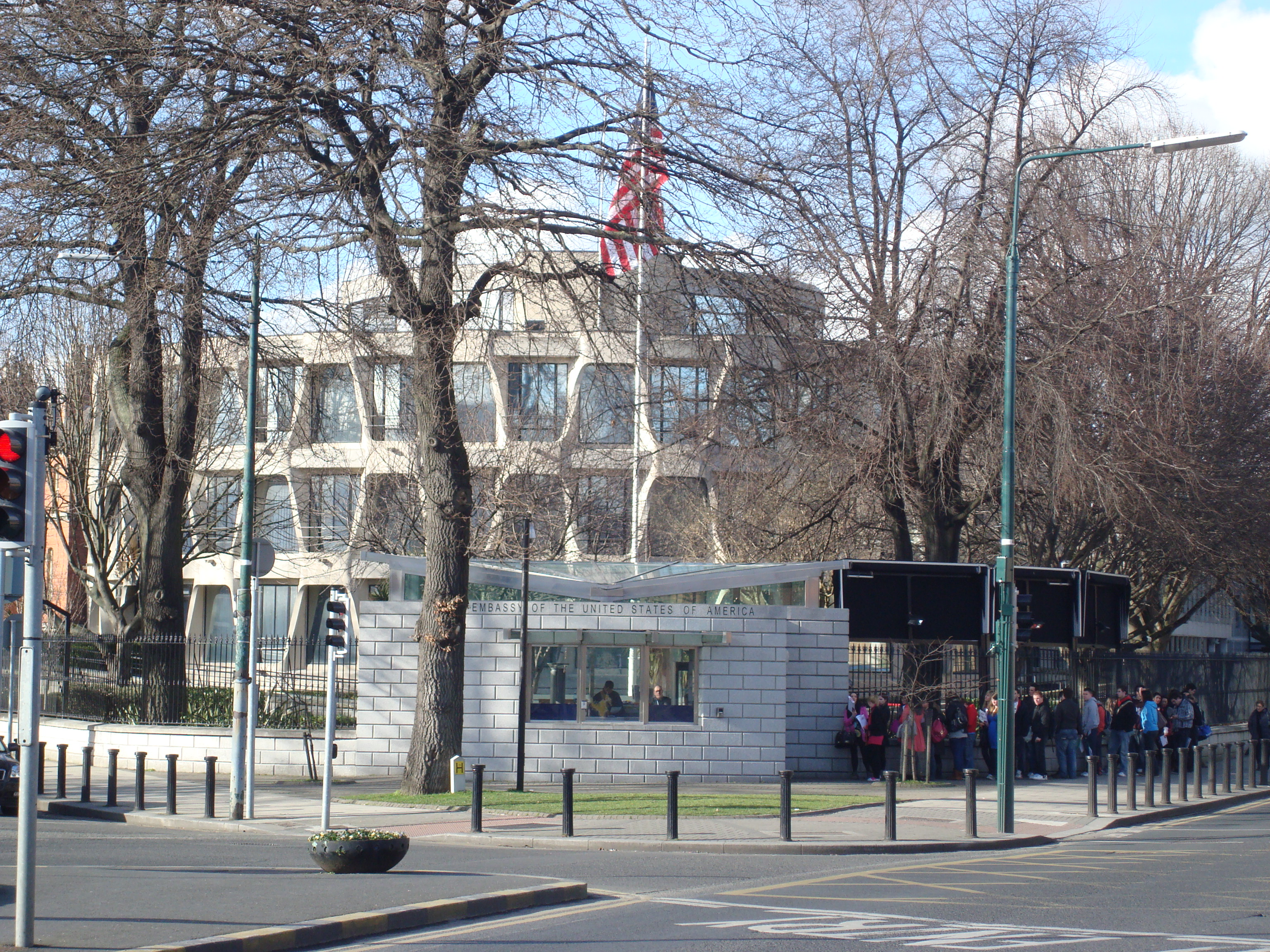
Посольство США в Дубліні

## Історія посольства
Будівля розташована в Болсбридж, Дублін, і проектувалася Американським архітектором Джоном M. Йохансоном, разом з Ірландським архітектором Майклом Скоттом. Посольство споруджене між 1962 і 1964 роками на куті по дорозі Елгіна, 42. 
Офіційне відкриття будівлі посольства відбулося 23 травня 1964 року. Будівля кругла за формою, що об'єднує сучасні інтерпретації ранніх Кельтських і пізніших Ірландських будівель з сучасним Американським дизайном. 
23 травня 2011 року в Ірландії перебував з офіційним візитом Президент США Барак Обама.

## Посли США в Ірландії
- Фредирік Стерлінг (1927-1934)

- В.Макдовелл (1933-1935)

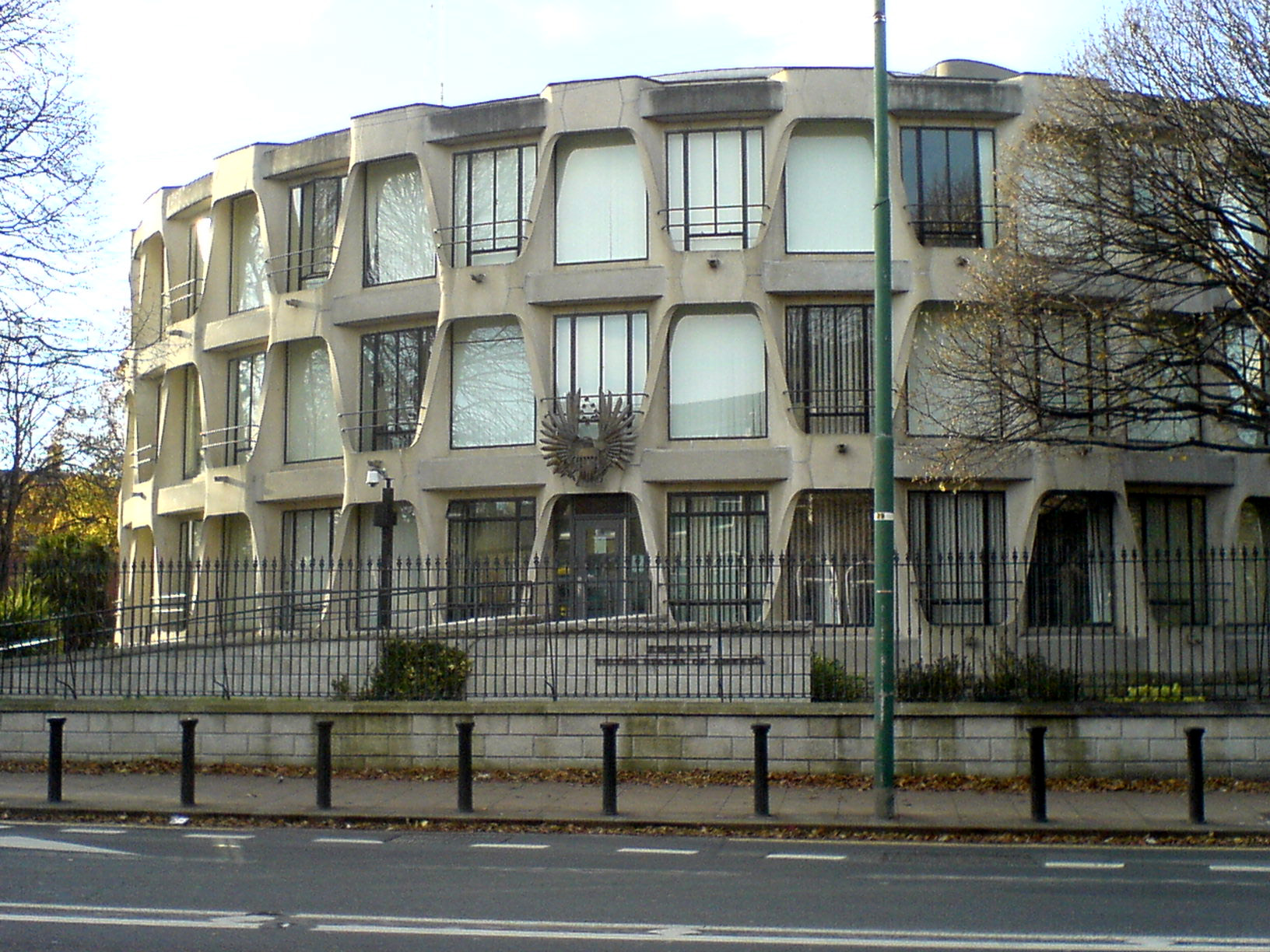
Посольство США Дублін

- Альвін Мансфілд Овслей (1935-1937)

- Джон Кудах (1937-1940)

- Девід Грей (1940-1947)

- Георг Гаррітт (1947-1950)

- Георг Гаррітт (1950-1951)

- Франціс Матхевс (1951-1952)

- Вільям Говард Тефт III (1953-1957)

- Скотт Маклеод (1957-1961)

- Едвард Стокделі (1961-1962)

- Матчел Макклоскей (1962-1964)

- Раймонд Гаест (1965-1968)

- Лео Шерідан (1968-1969)

- Джон Морі (1969-1975)

- Вальтер Карлей (1975-1977)

- Вільям Шаннон (1977-1981)

- Вільям Маккан (1981-1982)

- Пітер Дайлей (1982-1984)

- Роберт Кан (1984-1985)

- Маргарет Хеклер (1986-1989)

- Річард Анфоні Море (1989-1992)

- Вільям Генрі Геральд Фітджеральд (1992-1993)

- Джон Кеннеді Смітт (1993-1998)

- Міхаель Саліван (1999-2001)

- Річард Еган (2001-2003)

- Джеймс Кенні (2003-2006)

- Томас Фолей (2006-2009)

- Даніель Руней (з 2009 - )